# Joinville-le-Pont
Joinville-le-Pont (kurz Joinville genannt) ist eine französische Stadt mit 20.784 Einwohnern (Stand 1. Januar 2022) im Département Val-de-Marne in der Region Île-de-France. Die Einwohner werden Joinvillais genannt.
Joinville-le-Pont grenzt südöstlich an Paris. Weitere benachbarte Gemeinden sind Nogent-sur-Marne, Champigny-sur-Marne, Saint-Maur-des-Fossés, Maisons-Alfort und Saint-Maurice. Die Marne teilt die Stadt in Ober- und Unterstadt (Haute Joinville und Bas Joinville), wobei das eigentliche Zentrum in der Oberstadt liegt. Durchquert wird Joinville von der Nationalstraße 4.

## Geschichte
Joinville war ursprünglich an die Stadt Saint-Maur angeschlossen. Nach der Französischen Revolution  hieß der Ort Branche du Pont de Saint-Maur. François d’Orléans, der Prinz von Joinville und Sohn Louis Philippes I. gab dem Ort 1831 seinen Namen. Später wurde der Zusatz le Pont ergänzt, um Verwechslungen mit dem nahegelegenen Joinville im Département Haute-Marne in der Champagne vorzubeugen. Im September 1863 fuhr der französische Ingenieur und Erfinder Étienne Lenoir mit der von ihm konstruierten Motorkutsche Hippomobile von der Rue de la Roquette im 11. Arrondissement in Paris nach Joinville-le-Pont und zurück. Für die insgesamt 18 Kilometer benötigte er etwa drei Stunden.
Joinville ist mit der RER A an die Innenstadt von Paris angebunden. Ausflügler nutzen die Eisenbahnverbindung, um die Lokale am Flussufer, die Guinguettes, zu besuchen, zu baden und zu angeln. Sehr treffend besingt Bourvil die sonntägliche Szenerie in dem Chanson A Joinville-le-Pont. Die Melodie des Liedes wurde von Bourvils Akkordeonisten Étienne Lorin im Jahr 1952 komponiert. Der Autor des Textes ist Roger Pierre.

## Sehenswürdigkeiten
Siehe: Liste der Monuments historiques in Joinville-le-Pont

## Wirtschaft
Drei Bereiche dominieren die Wirtschaft des Ortes:
- Optik, speziell Brillenproduktion
- Trinkwassergewinnung
- Film- und Fernsehproduktionen

## Sport
Es gibt vier Sportclubs, in denen Rudern, Kajak und Kanu betrieben wird. Joinville ist auch Sitz des französischen Kajak- und Kanu-Verbandes.
Von 1852 bis zur Abschaffung der allgemeinen Wehrpflicht 2002 war die Stadt das Zentrum des Militärsports in Frankreich, insbesondere durch die Militärsportschule Joinville (École normale militaire de gymnastique) sowie durch ein Bataillon für Leistungssportler (Bataillon de Joinville) unter den Armeeangehörigen. Letzteres wurde 2014 wieder installiert und arbeitet eng mit dem im benachbarten Paris-Vincennes errichteten INSEP (Institut National du Sport, de l’Expertise et de la Performance) zusammen.

## Städtepartnerschaften
Seit 1960 ist Joinville Partnerstadt von Bensberg. (Die Partnerschaft wird seit der kommunalen Neugliederung im Jahr 1975 von Bergisch Gladbach weitergeführt.) Weitere Partnerschaften bestehen mit Runnymede in Großbritannien, Batalha in Portugal, und Joinville (Brasilien).

## Persönlichkeiten
- Louis-Auguste Lapito (1803–1874), Landschaftsmaler
- Henri Jougla de Morenas (1903–1955), Heraldiker
- Jean-Claude Pelletier (1928–1982), Jazzpianist
- Marc Bouissou (1931–2018), Ruderer
- Florian Rousseau (* 1974), Bahnradsportler und Olympiasieger